# Tittmoning

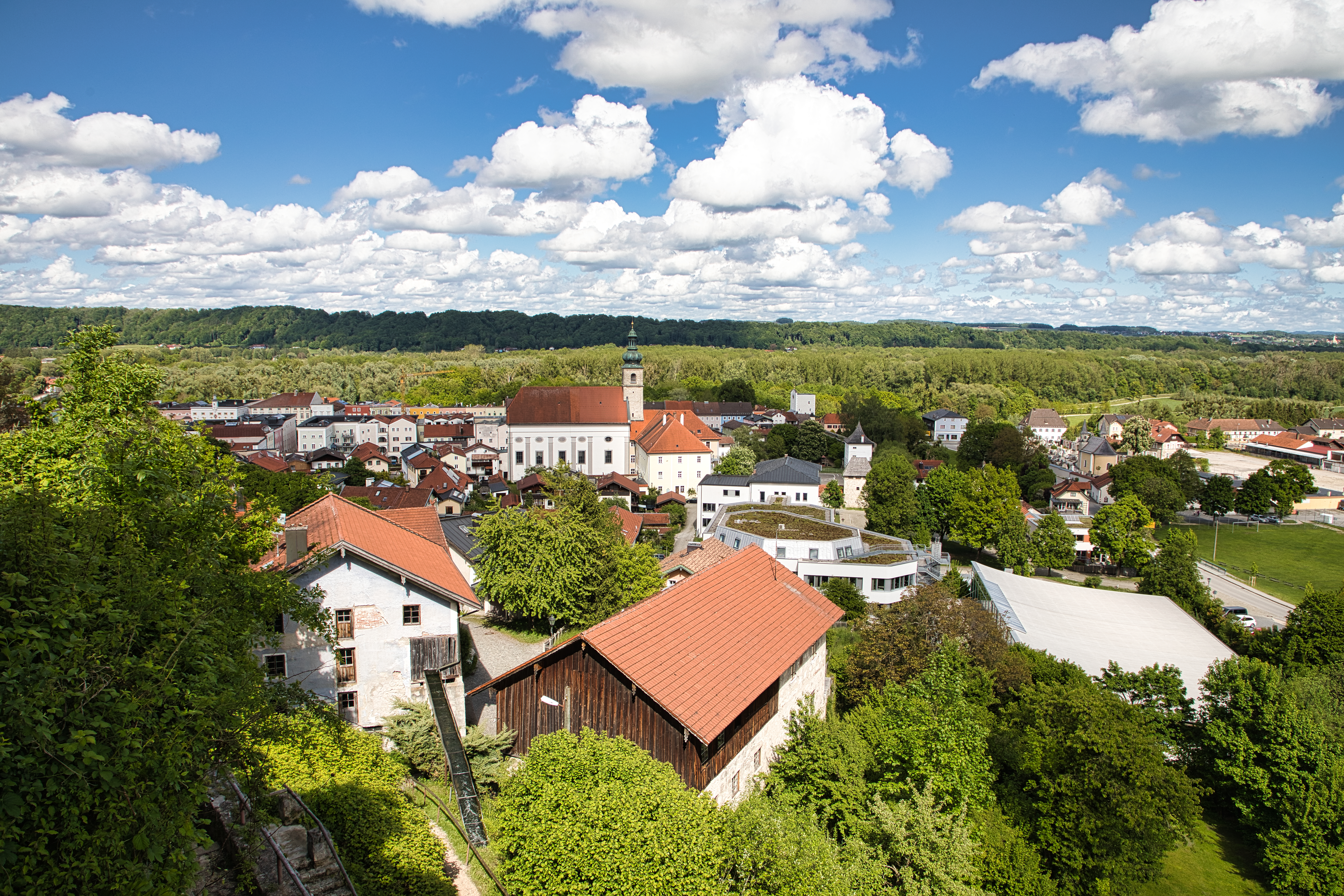
Tittmoning 2021

Tittmoning ist eine Stadt im oberbayerischen Landkreis Traunstein.

## Geografie

### Lage
Die Stadt liegt am westlichen Ufer der Salzach gegenüber der oberösterreichischen Gemeinde Ostermiething im Bezirk Braunau am Inn, mit der sie über eine Salzachbrücke verbunden ist, und an der Bundesstraße 20, etwa 30 Kilometer nördlich von Salzburg im „Rupertiwinkel“. Sie ist eine Mitgliedsgemeinde der EuRegio Salzburg – Berchtesgadener Land – Traunstein.

### Gemeindegliederung
Es gibt 122 Gemeindeteile:
- Abtenham
- Allmoning
- Alterfing
- Asten
- Ausang
- Berg
- Bergham
- Biering
- Brunn
- Burg
- Dandlberg
- Deisenberg
- Diepling
- Dunsting
- Dürnberg
- Elsenloh
- Enichham
- Enzelsberg
- Esbach
- Ettenau
- Falting
- Feldhub
- Froschham
- Furth
- Furtmühl
- Gramsam
- Grassach
- Großmühlthal
- Guggenberg
- Gunzenberg
- Hainach
- Harmoning
- Hausmoning
- Hechenberg
- Helmberg
- Herrneich
- Himmelreich
- Hinterhofen
- Hirschreit
- Hochhaus
- Hof
- Holzen
- Holzhausen
- Holzschnell
- Holzweber
- Hörzing
- Hüttenau
- Inzing
- Kaholz
- Kay
- Kettenberg
- Kirchheim
- Klaffmühle
- Knappen
- Kobeln
- Krötzing
- Kugelthal
- Kumbergöd
- Kutterau
- Laiming
- Langwied
- Lanzing
- Laufing
- Ledern
- Leitgering
- Lindach
- Linerding
- Lobing
- Lohen
- Manetsberg
- Mayerhofen
- Meggenthal
- Miesweidach
- Mittereich
- Moos
- Moosburg
- Moosen
- Mooswinkeln
- Mühlham
- Münichham
- Murschall
- Niederham
- Niederstockham
- Nonnreit
- Oberöd
- Oberried
- Öllerberg
- Ollerding
- Peterwinkeln
- Pfaffing
- Piesenberg
- Ponlach
- Ramsdorf
- Ranharting
- Reit
- Roibach
- Rothkampeln
- Saag
- Salling
- Schelleneck
- Schlaffen
- Schlichten
- Schmerbach
- Stackendorf
- Steinleich
- Stetten
- Stockham
- Tittmoning
- Törring
- Traßmiething
- Untergunzenberg
- Untermeggenthal
- Unteröd
- Unterried
- Walchen
- Waldering
- Wallmoning
- Weilham
- Wies
- Wiesmühl bei Tittmoning
- Wilgering
- Wimm

## Geschichte

### Bis zum 19. Jahrhundert
„Titamanninga“ wird erstmals in einem salzburgischen Güterverzeichnis, der Notitia Arnonis, um 788–790 genannt. Ab 1234 ließ der salzburgische Erzbischof Eberhard von Regensberg den Burgberg befestigen, erhob Tittmoning zur Stadt und gewährte Handelsprivilegien. Tittmoning ist als salzburgische Stadt mit dem Sitz eines Pfleggerichtes gegen die bayerischen Städte Burghausen und Neuötting ausgebaut worden. Der Ort lebte vorwiegend vom Handel mit dem bäuerlichen Umland.
Im 17./18. Jahrhundert entwickelte sich ein kleines Kunstzentrum mit weiter Ausstrahlung. Es wirkten bedeutende Baumeister, Bildhauer, Maler, Dichter, Musiker, Wachsbossierer und Goldschmiede.
1810 kam Tittmoning vorläufig und 1816 nach dem Wiener Kongress zusammen mit dem Rupertiwinkel endgültig zu Bayern. Nach 1816 sank durch die neue Grenzziehung die wirtschaftliche Bedeutung Tittmonings. 1862 wurde das Landgericht aufgelöst. Damals wurde der Grundstein für den Landkreis Laufen als Verwaltungseinheit gelegt, die den ganzen Rupertiwinkel umfasste. Am 1. Mai 1894 wurde die Lokalbahn Freilassing–Tittmoning eröffnet.

### 20. Jahrhundert
Am 1. Juli 1972 kamen im Zuge der Gebietsreform der nördliche Teil des Landkreises Laufen und damit Tittmoning zum Landkreis Traunstein.
Die Stadt erhielt verschiedene Auszeichnungen, so unter anderem 1997 die Europa-Nostra-Medaille oder den Deutschen Städtebaupreis des Jahres 1998. Der Komiker und Liedermacher Willy Astor widmete der Stadt zudem einen Song („Ozonalarm in Tittmoning“).

### 21. Jahrhundert
Seit März 2023 zeigt ein Wegweiser an der deutschen Neumayer-Station III in der Antarktis an, dass sich diese in einer Entfernung von 13.277 km nach Tittmoning befindet.

#### Eingemeindungen
Am 1. Januar 1972 wurde die Gemeinde Kirchheim eingegliedert, Asten kam am 1. Januar 1976 hinzu. Kay und Törring folgten am 1. Mai 1978.

### Bevölkerungsentwicklung
Zwischen 1988 und 2018 wuchs die Stadt von 5045 auf 5798 Einwohner bzw. um 14,9 %.
| Datum      | Einwohner |
| ---------- | --------- |
| 01.12.1871 | 4010      |
| 01.12.1900 | 4235      |
| 16.06.1925 | 4579      |
| 17.05.1939 | 4269      |
| 13.09.1950 | 6661      |
| 06.06.1961 | 5254      |
| 27.05.1970 | 5222      |
| 25.05.1987 | 4947      |
| 31.12.1991 | 5398      |
| 31.12.1995 | 5601      |
| 31.12.2000 | 6062      |
| 31.12.2005 | 6151      |
| 31.12.2010 | 6009      |
| 09.05.2011 | 5830      |
| 31.12.2015 | 5818      |
| 31.12.2022 |           |

## Politik

### Stadtrat
Seit der letzten Kommunalwahl am 15. März 2020 setzt sich der Stadtrat folgendermaßen zusammen:
| Partei/Liste            | Sitze |
| CSU                     | 8     |
| Freie Wähler            | 4     |
| Ökologische Bürgerliste | 4     |
| SPD                     | 2     |
| mitBürger               | 2     |
| Gesamt                  | 20    |

### Bürgermeister
Andreas Bratzdrum (CSU) ist seit 1. Mai 2020 Erster Bürgermeister; dieser wurde mit 53,9 % der Stimmen gewählt. Sein Vorgänger war von Mai 2008 bis April 2020 Konrad Schupfner (CSU).

### Wappen
| | Blasonierung: „In Blau eine silberne Burg mit offenem Tor, goldenem Fallgatter und zwei rot bedachten Zinnentürmen, zwischen ihnen wachsend ein golden gekleideter Bischof mit Mitra, die Rechte segnend erhoben, in der Linken einen goldenen Krummstab.“ |
| Wappenbegründung: Die Führung des Wappens erfolgt seit dem 13. Jahrhundert, es ist in einem Siegel überliefert, dessen Führung wiederum seit 1299 belegt ist. Änderungen erfolgten 1403, 1819 und 1836. | |

Die ehemals eigenständigen Gemeinden Kay und Törring hatten ein eigenes Wappen.

## Wirtschaft und Infrastruktur
2017 gab es in der Stadt 2454 sozialversicherungspflichtige Arbeitsplätze. Von der Wohnbevölkerung standen 2341 Personen in einem versicherungspflichtigen Beschäftigungsverhältnis. Damit war die Zahl der Einpendler um 113 Personen größer als die der Auspendler. 71 Einwohner waren arbeitslos.
In Tittmoning hat das Unternehmen Rosenberger Hochfrequenztechnik seinen Hauptsitz, ein großer Hersteller von Hochfrequenz-Koaxial-Steckverbindern. Das Stammwerk des Unternehmens befindet sich in Fridolfing.
Die Bahnstrecke Wiesmühl–Tittmoning ist seit 1978 eingestellt, nachdem schon 1969 der Personenverkehr durch Busse ersetzt wurde.

## Kultur und Sehenswürdigkeiten

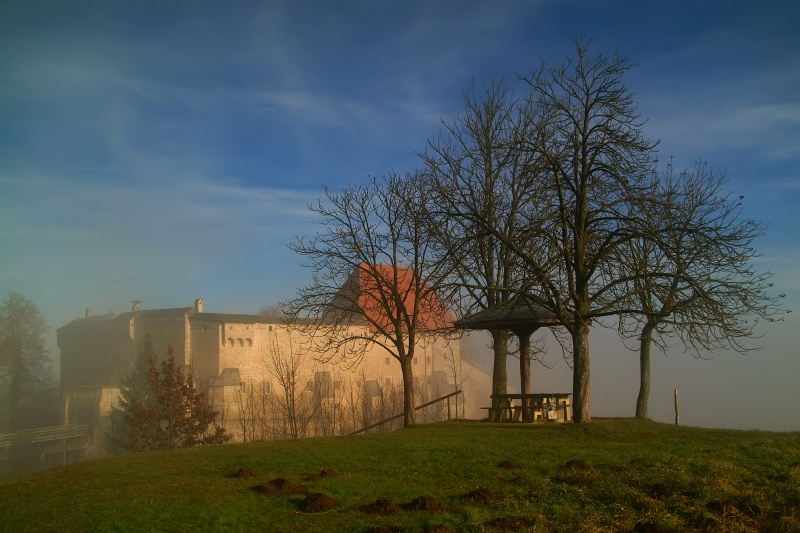
Burg Tittmoning

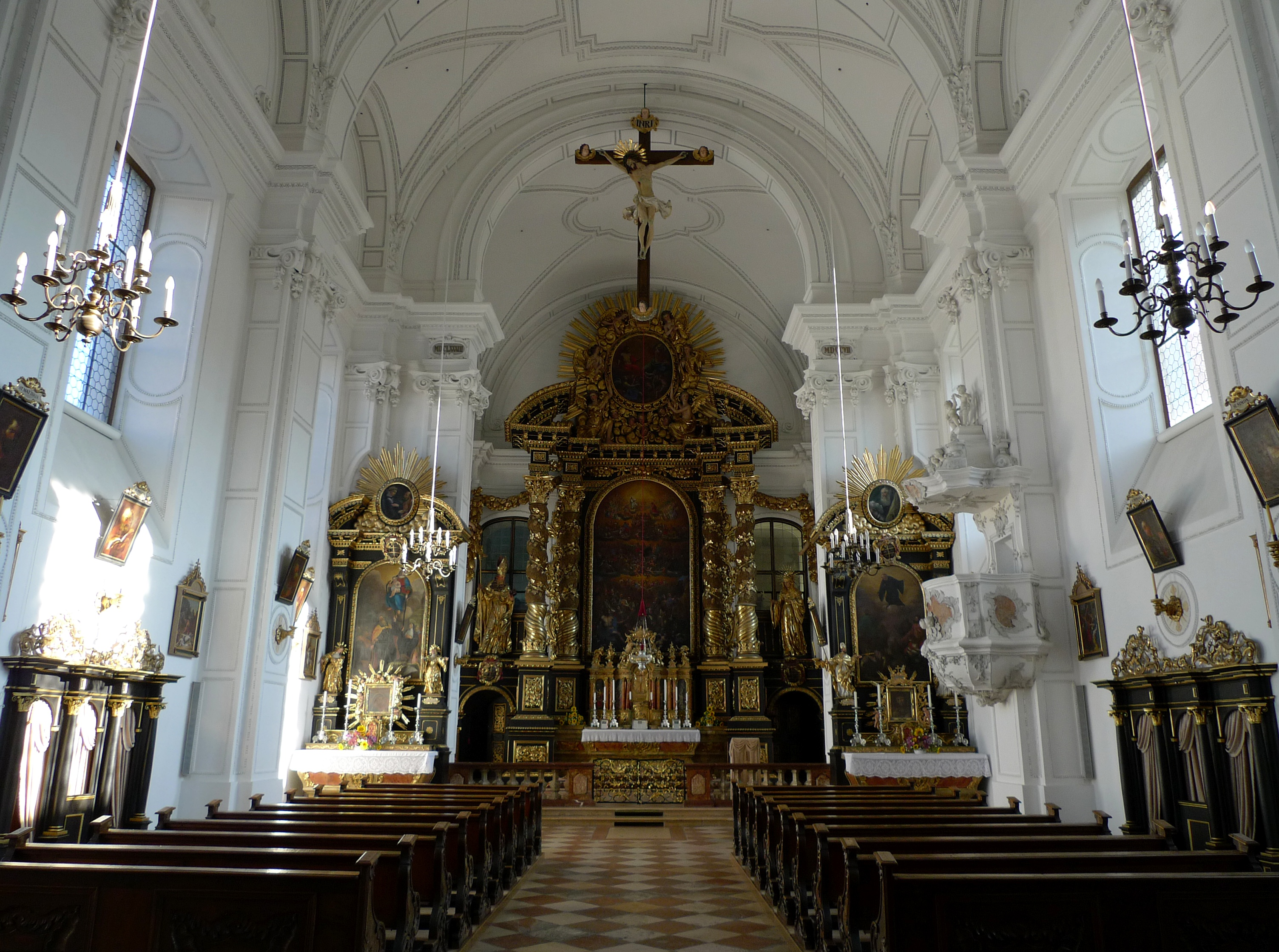
Klosterkirche

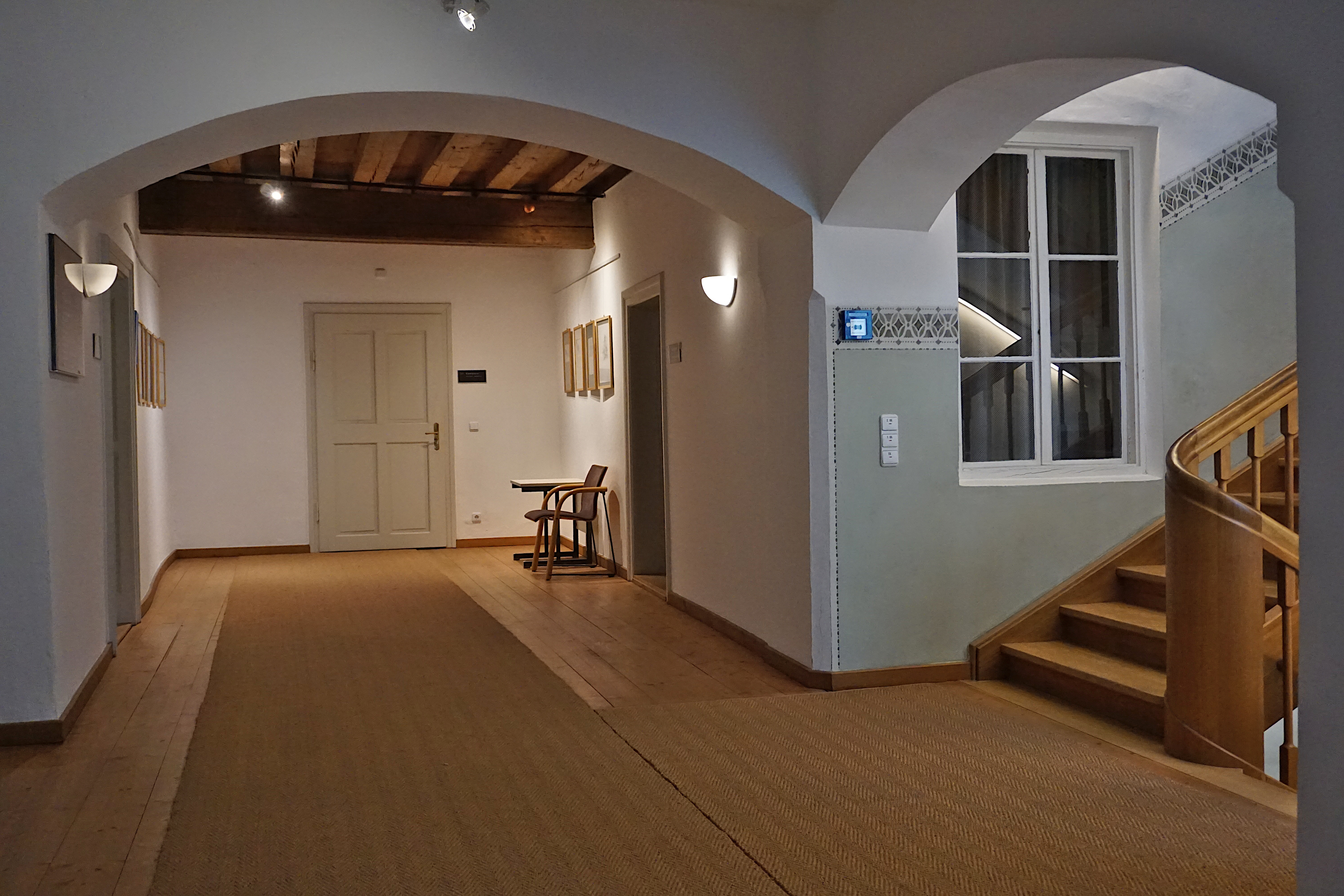
Das Treppenhaus im Rathaus

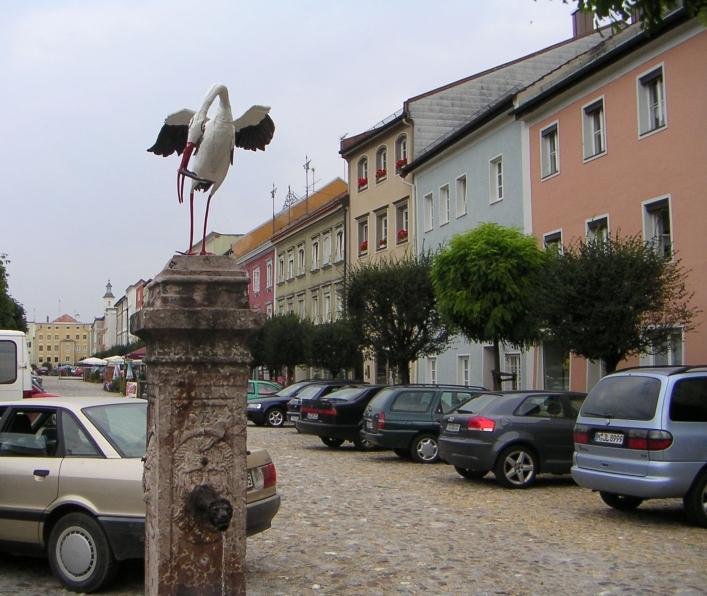
Stadtplatz

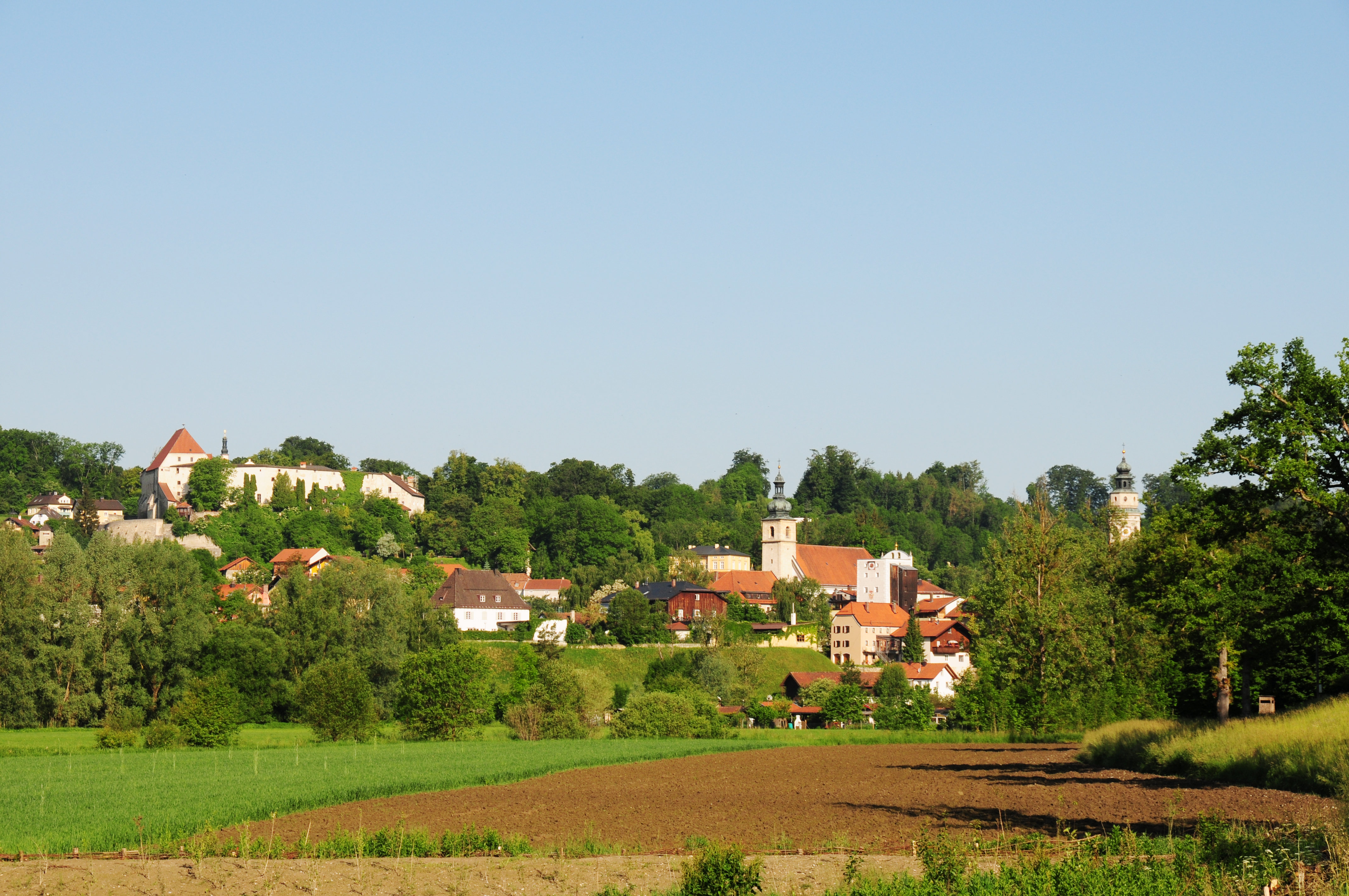
Tittmoning von der Au

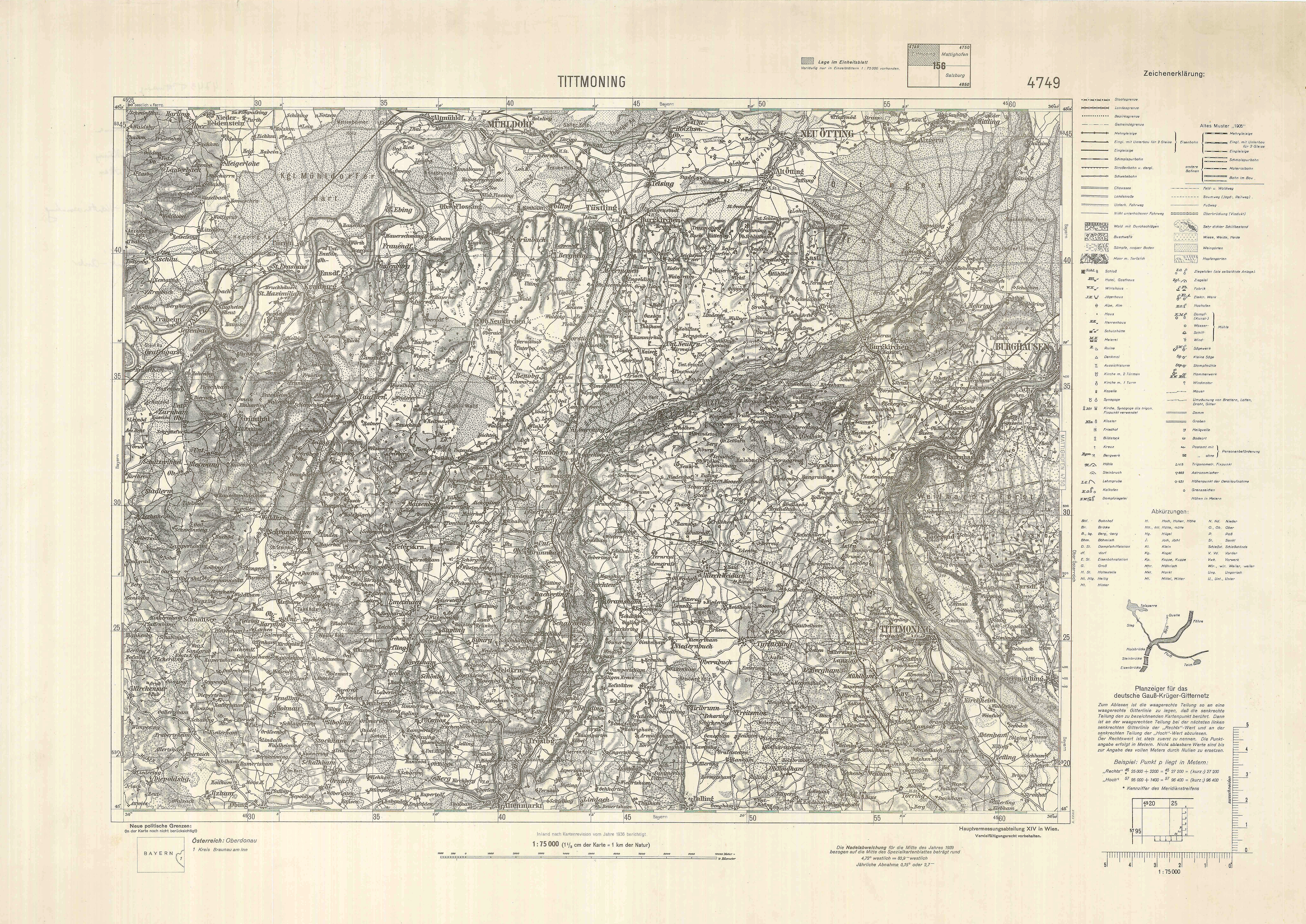
Tittmoning und Umgebung in den 1930er-Jahren (Aufnahmeblatt der 3. österreichischen Landesaufnahme)

### Bauwerke

#### Burg Tittmoning und Kirchen
Als markantestes Bauwerk der Stadt gilt die schon im 12. Jahrhundert, urkundlich dann unter Eberhard II. 1234 erstmals erwähnte Burg Tittmoning. Im frühen 17. Jahrhundert verlor sie ihren militärischen Charakter und wurde – wegen des „überallent wabernden Miasmas“ wenig genutzte – Sommerresidenz der Salzburger Erzbischöfe. Im Burgbereich steht die Schlosskapelle St. Michael von 1693/94.
Weitere Kirchenbauten in Tittmoning:
- Die spätgotische Kollegiatkirche St. Laurentius, 1815 nach einem Brand verändert wieder aufgebaut
- Die Allerheiligenkirche des ehemaligen Klosters der Augustiner-Eremiten aus dem späten 17. Jahrhundert
- Die Wallfahrtskirche Maria Ponlach[7] von 1715
- Die Alte Pfarrkirche St. Vitus in Törring
- Die Pfarrkirche Märiä Himmelfahrt in Asten

#### Stadtplatz und Rathaus
Der Stadtplatz hat die Bauweise des Inn-Salzach-Stils mit seiner für die Salzachstädte typischen Bebauung mit aufgezogenen horizontalen Giebelwandabschlüssen, den sogenannten Blendfassaden, die ein besonders einheitliches, harmonisches Stadtbild ergeben. Die barocken bis klassizistischen Fassaden entstanden zwischen dem 17. und 19. Jahrhundert. Auf dem Stadtplatz befinden sich an Denkmälern des 18. Jahrhunderts der Floriansbrunnen, die Mariensäule sowie eine Statue des Heiligen Johann von Nepomuk.
Auf dem Platz steht das im 15. Jahrhundert erbaute Rathaus mit der Prunkfassade von 1711, in deren Nischen unterhalb dachförmiger Fensteraufsätze nach italienischem Vorbild goldgefasste Porträtbüsten römischer Imperatoren prangen. Zum Eingang des Königlich Bayerischen Amtsgerichts umdekoriert, war dieser Teil des Gebäudeensembles regelmäßig im Vorspann der gleichnamigen volkstümlichen Fernsehserie zu sehen. Weitere architektonisch bemerkenswerte Fassaden befinden sich am Khuenburghaus, am Gasthaus „Zur Post“ (Stuckfassade 19. Jh.) und am Wagnerhaus (heute Sparkasse), das zusätzlich einen reich verzierten Erker trägt.
Die Form des 300 Meter langen, vom Stadtbach etwa in der Mitte quergeteilten viereckigen Stadtplatzes ist ungewöhnlich und so nirgendwo sonst zu finden: Während seine Breite am südlichen Tor nur 30 m beträgt, erweitert er sich trapezförmig zum Nordtor auf ziemlich genau 120 Meter. Der Zugang zum Stadtplatz, der baulich sehr geschlossen wirkt, ist von außen nur durch zwei Tortürme möglich, deren Namen die Richtung zur nächsten Stadt angeben: Im Norden steht das Burghauser Tor mit einem in Stein gemeißelten Wappen des Erzbischofs Markus Sittikus, im Süden regelt der Laufener oder Salzburger Tor genannte – von der Straße inzwischen untertunnelte – Wehrturm mit dem gemalten Wappen des Erzbischofs Antonius von Harrach die Zufahrt.

#### Bodenbild als Feldkunstwerk
Im Jahr 2024 wurde Tittmoning Schauplatz des Feldkunstwerks „Feuersalamander mit Sonnenblumen und Wildblumen“, das als Bodenbild auf einem Acker angesät wurde. Die Geoglyphe, eine Kombination aus Kunst und Umweltgestaltung, zeigt die Form eines Feuersalamanders und wurde durch die Ansaat von Sonnenblumen und Wildblumen realisiert.

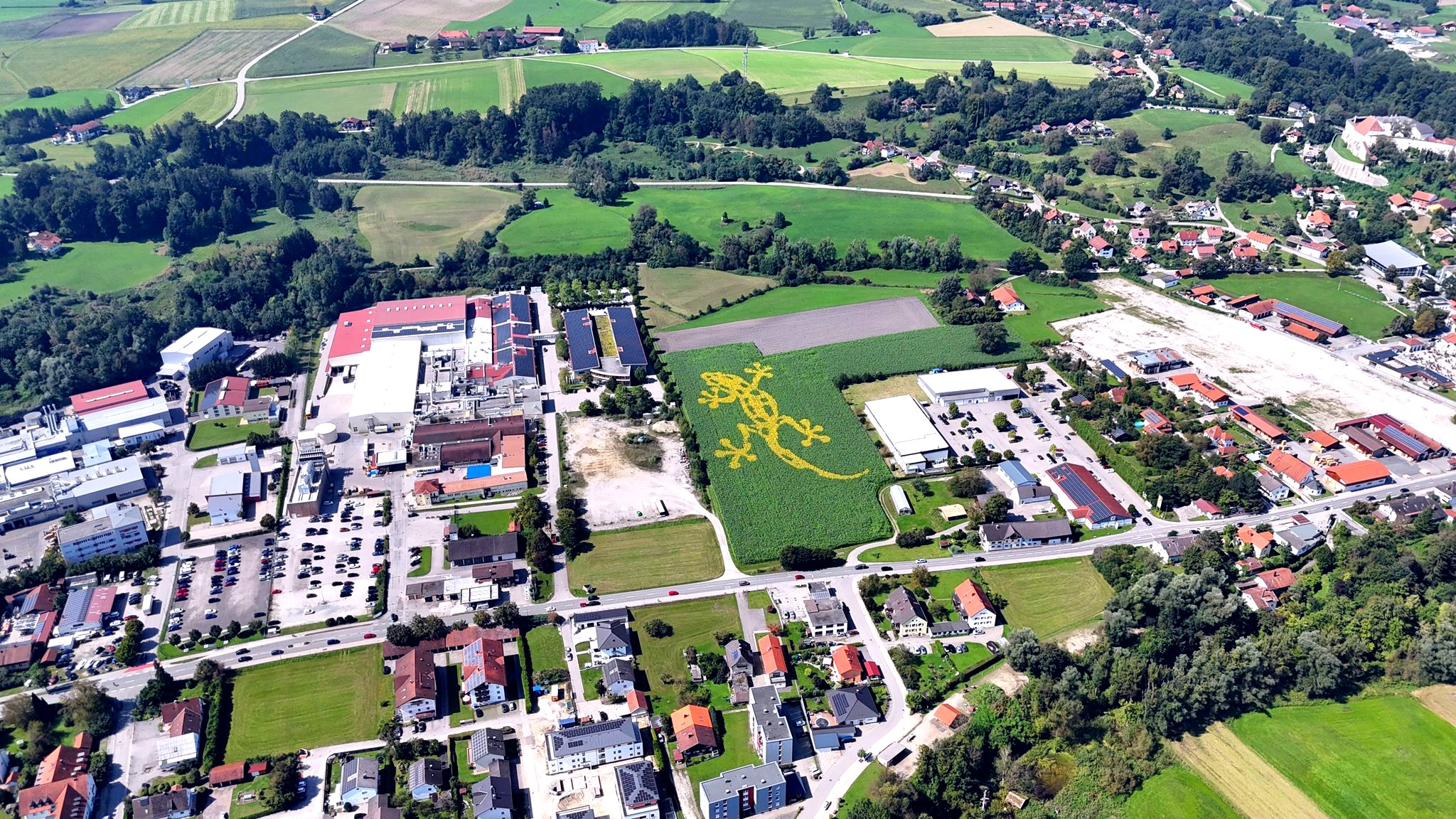
Mit Blumen angesäter Feuersalamander als Bodenbild, Foto: GEOXIP Marcus Hastreiter

### Regelmäßige Veranstaltungen
Ab dem Jahr 2001 fand auf der Burg und dem umgebenden Burggelände jährlich ein viertägiges „historisches Burgfest“ statt. Wegen einer Klage vor Gericht wurde es 2008 abgesagt und seitdem nicht mehr wiederholt.

## Persönlichkeiten und Ehrenbürger
- Ortolph Fuchsperger (* um 1490; † nach 1541), Jurist, Urheber der ersten Topik in deutscher Sprache
- Bartholomäus Holzhauser (* 1613; † 1658), gründete 1640 in Tittmoning die erste Weltpriestergemeinschaft „Bartholomäer“
- Andreas Strobl (* 1642 in Tittmoning; † 1706 in Buchbach), römisch-katholischer Pfarrer, Prediger und Erbauungsschriftsteller
- Cosmas Wörther (* 1652 in Tittmoning; † um 1720 in Brescia), Wachsbossierer und Zinngiesser
- Johann Baptist Cetto (* 1671 in Mainz; † 1738 in Tittmoning), Gipsbossierer und Wachsbossierer
- Kaspar Wilhelmseder (* ca. 1681; † 1755), Bürgermeister Salzburgs (1741–1755)
- Joseph Ernst von Koch-Sternfeld (* 1778; † 1866), salzburgisch-bayrischer Beamter, Geograph, Historiker und Schriftsteller, unterhielt von 1847 bis zu seinem Tod in Tittmoning ein Haus für seine Bibliothek samt Archiv
- Rosa Lanzlott (* 1834; † 1923), Schauspielerin
- Ludwig Leitl (* 1883; † 1931), Schriftsteller, mit Denkmal am Laufener Tor
- Georg Hellmuth Winkler (* 1899 in Tittmoning; † 1983 in München), Architekt
- Franz Zech (* 1914 in Tittmoning; † 1995 in Traunstein), Arzt, Politiker und Kulturpromotor
- Gordon Ludwig (* 1925; † 2019), Architekt und Maler
- Papst Benedikt XVI. (* 1927; † 2022), lebte einige Jahre (1929–1932) in Tittmoning, seit 24. Januar 2007 Ehrenbürger,[9] vor dem damaligen Wohnhaus der Familie Ratzinger erinnert eine gedrechselte Ahornskulptur in Form einer bischöflichen Caerulea mit einer bronzenen Gedenktafel an diese Zeit
- Harald Schmid (* 1946; † 2020), Aphoristiker
- Martin Leitner (* 1959), Mathematiker und Hochschullehrer
- Stefan Glowacz (* 1965), Profi-Bergsteiger und Unternehmer
- Walter Jetz (* 1973), Biologe und Professor an der Yale University